# Selinopsis
Selinopsis är ett släkte av flockblommiga växter. Selinopsis ingår i familjen flockblommiga växter.
Kladogram enligt Catalogue of Life:
| Selinopsis | \| \| Selinopsis foetida \| \| \| \| \| \| Selinopsis montana \| \| \| \| |
|            | \| \| Selinopsis foetida \| \| \| \| \| \| Selinopsis montana \| \| \| \| |
|            | Selinopsis foetida                                                        |
|            |                                                                           |
|            | Selinopsis montana                                                        |
|            |                                                                           |